# HD251836
HD251836 — хімічно пекулярна зоря спектрального класу
B9 й має видиму зоряну величину в смузі V приблизно 11,2.